# Іспанський дінеро
Дінеро (ісп. dinero від лат. denarius) — назва срібних монет типу каролінзького денарія, які карбувались в християнських державах Піренейського півострова. В Барселонському графстві дінеро не припиняли карбувати з часів Карла Великого, а з кінця XI століття дінеро майже одночасно почали карбувати також в Кастильському, Арагонському (хакський дінеро) та Наваррському королівствах тощо.
Спочатку у Кастильському королівстві десять дінеро з високопробного срібла дорівнювали одному золотому мараведі, але пізніше їх вага і проба постійно змінювалися. З часом монети стали виготовляти з білону, а з XVI століття з міді.
До Нового часу на більшій частині території Іспанії дінеро і як дрібна монета і як розрахункова одиниця був витіснений мараведі, а відтак реалом, проте в державах, що входили до складу Арагонської Корони. таких як Каталонське князівство та Майорканське королівство на Балеарських островах система, що використовувала дінеро, в якій 12 дінеро дорівнювали 1 суельдо, а 6 суельдо складали 1 песету продовжувала існувати до 1710-х років.
В сучасній іспанській мові термін «дінеро» означає «гроші». Іспанські дінеро послужили моделлю для португальського дінейру.

## Історія

### Передумови: каролінзький денарій
В результаті здійсненої Піпіним Коротким та Карлом Великим монетної реформи, з другої половини VIII століття на усіх територіях Каролінгської імперії було впроваджено карбування срібного каролінзького денарія. Після створення в 795 році Карлом Великим на північному сході Піренейського півострова Іспанської марки, денарії поширились і в ній. Син Карла, Людовик Благочестивий продовжував карбувати денарії для Іспанської марки, але через подальше стрімке ослаблення центральної влади, в Арагонському, Наваррському королівстві та в Барселонському графстві що свормувались на територіях колишньої Іспанської марки, а також в Кастильському та Леонському королівствах розпочали карбувати власні монети за прикладом Каролінгського денарія, що отримали назву «дінеро». Кастильсько-Леонське королівство, і взагалі весь Піренейський півострів, було останнім місцем у Західній Європі, де почали карбувати власні монети, що сталося через мусульманське вторгнення 711 року, яке знищило Вестготське королівство зі столицею у Толедо.
Монети, назва яких походить від далекого тепер римського денарію, є найхарактернішою валютою християнського Середньовіччя по всій Європі, принаймні до XIII століття.
Перші християнські емісії на півострові відбулися в Іспанській марці, графствах, заснованих Каролінзькою імперією на південь від Піренеїв для стримування мусульманського наступу з Аль-Андалусу, і є срібними каролінзькими денаріями, які карбувалися з 785 року в сучасній Каталонії.
Решті новонароджених християнських королівств знадобилося два століття, щоб виробити власну валюту. Вражаюча порівняно з сусідами з Андалузії затримка пояснюється різною політичною, економічною та соціальною структурою. Якщо мешканцям християнських держав на Піренейському півострові потрібно було використовувати монети, вони використовували монети місцевих мусульманських еміратів, які ходили по всій його території. Остаточний розквіт карбування монет стався лише наприкінці XI століття і був пов'язаний з розвитком міського життя та торгівлі, рухом європейських паломників по Шляху святого Якова, а також територіальною та політичною консолідацією.
Кожне королівство розробило власну грошову систему з різними значеннями та типами, які поєднували зображення королів, релігійні символи, особливо хрест, геральдичні емблеми та латинські легенди. Проте дінеро усіх держав об'єднували спільні риси — це була маленька, тонка і легка монета.

### Кастильське та Леонське королівства

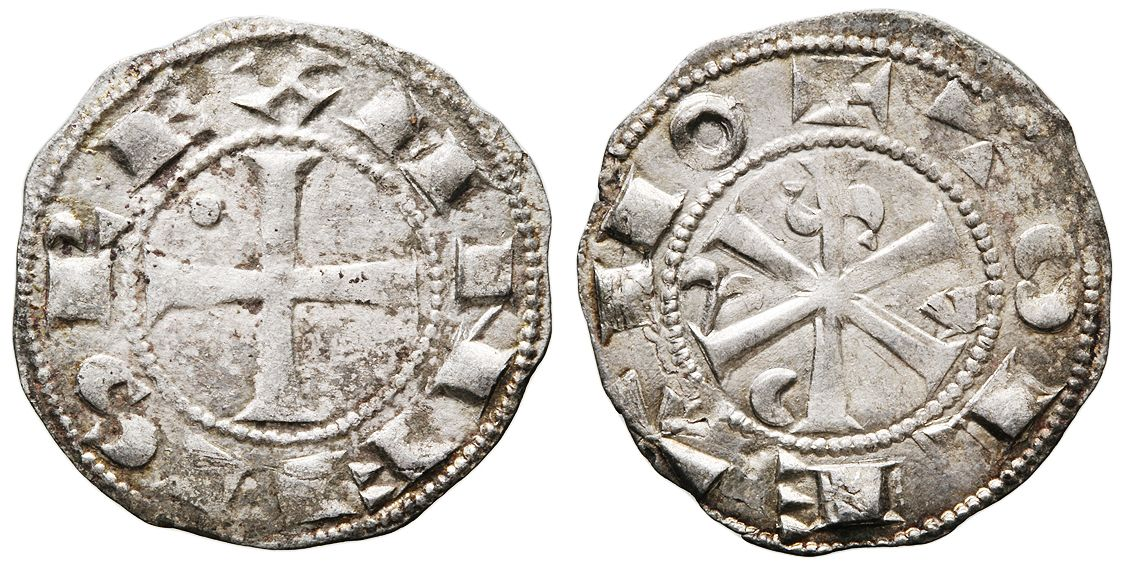
Кастильські дінеро «імператора усієї Іспанії» Альфонсо VI (1073—1109). Викарбувані в Толедо не раніше його захоплення в 1085 році. Легенада: аверс «ANFVS REX», (Король Альфонсо); реверс «TOLETVO» (Толедо)

Імовірно, перші дінеро були викарбувані після того, як в 1085 році як король Кастилії і Леону, імператор усієї Іспанії Альфонсо VI захопив Толедо, старовинну столицю вестготів, монетний двір якої мав давні традиції. Першими кастильсько-леонськими монетами стали химерні копії срібних мусульманських дирхамів з білону та написами арабською мовою, датовані 478 і 479 роками хіджри (1085—1086 рр. н. е.), можливо, пов'язані з пан-іспанською політикою короля, яка змусила його титулувати себе в документах цих років «імператором двох релігій».
Але ця емісія продовжувалась недовго і майже відразу ж почала карбуватись білонні дінеро та оболи, що містили приблизно 30 % срібла з написами латиною. На перших монетах містилась легенда ANFVS REX (король Альфонос) і хрест з TOLETVM (Толедо), кулі та зірки, дотримуючись традицій європейської каролінзької системи. В 1088 ця суто християнська монета була вже в обігу.

Після обєднання Кастилії та Леону в 1230 році під владою Фернандо III, дінеро продовжували карбуватись в Кастильській Короні. Проте вже з 1300-х років як дрібна монета і як розрахункова одиниця в Кастилії дінеро був поступово витіснений мараведі, а відтак реалом.

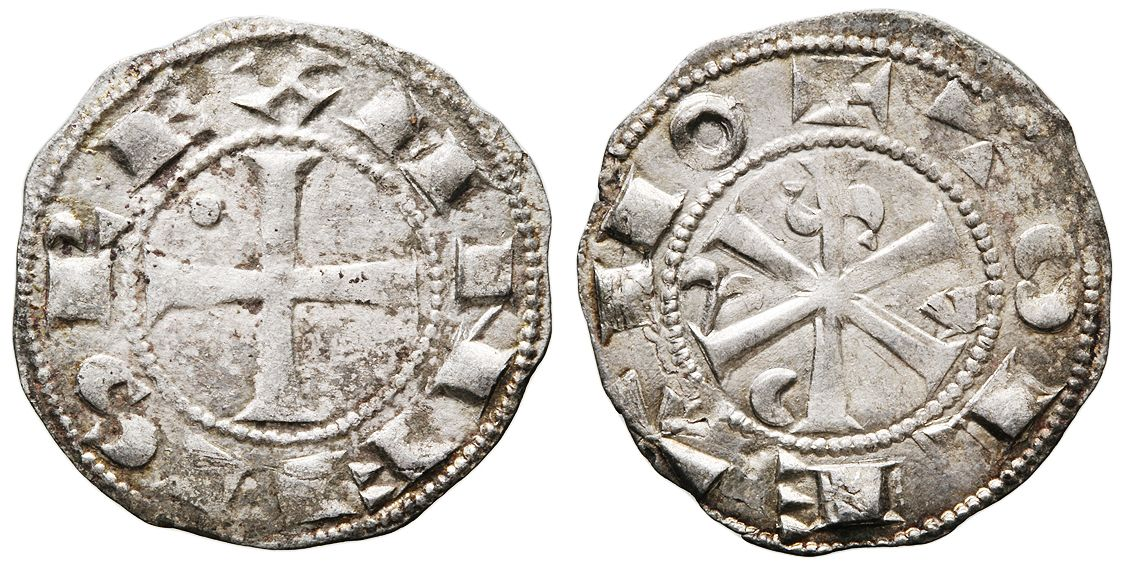
Дінеро Альфонсо VI (1073-1109). Викарбувані в Толедо не раніше його захоплення в 1085 році. Легенада: аверс "ANFVS REX", (Король Альфонсо); реверс "TOLETVO" (Толедо)
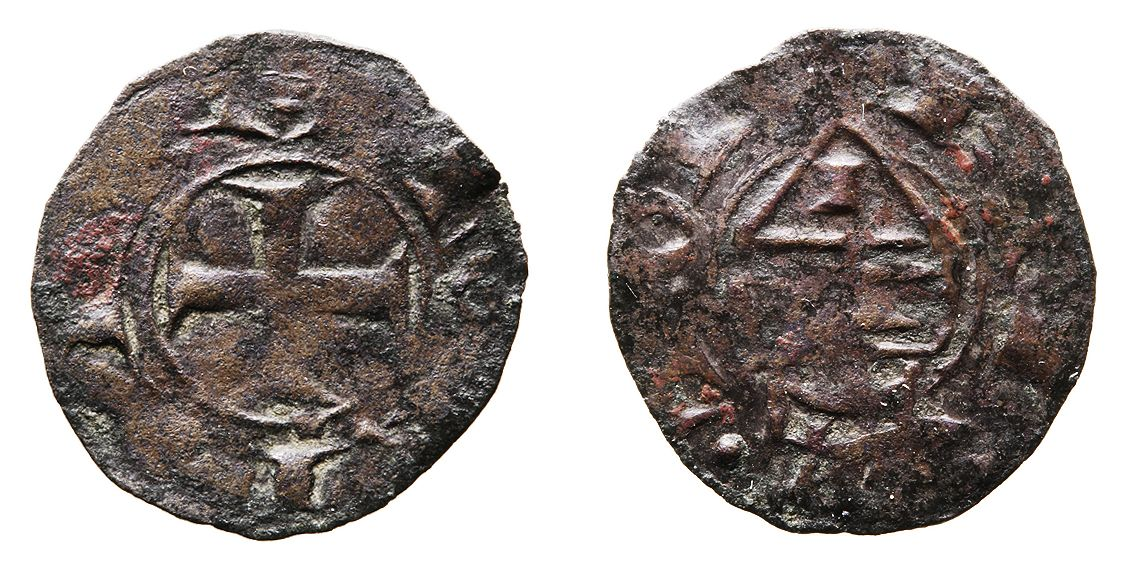
Дінеро Альфонсо VII (1126-1157), викарбуваний в Толедо
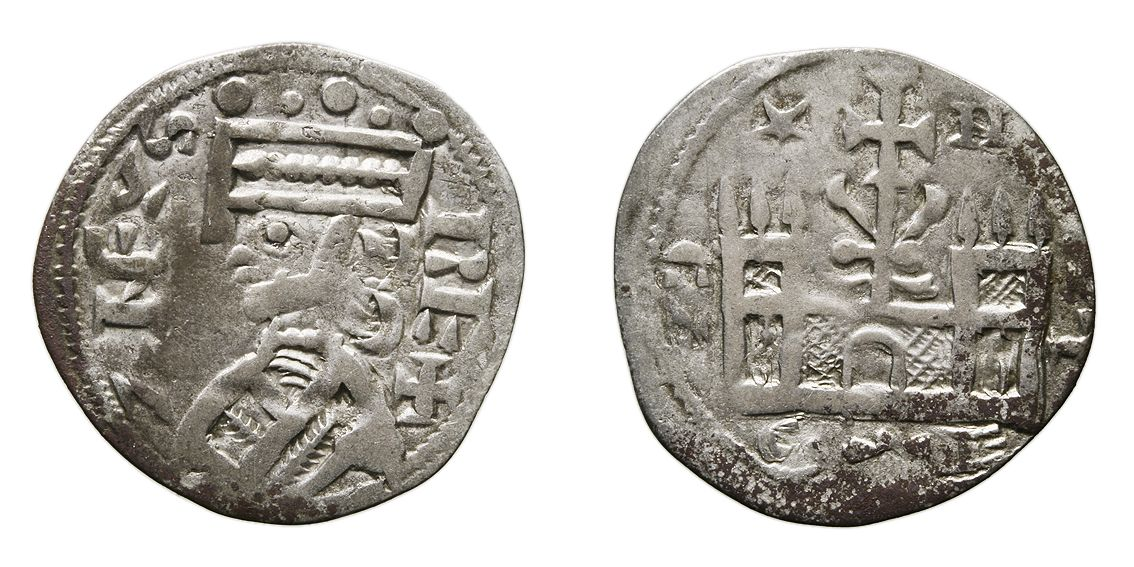
Дінеро Альфонсо VIII (1158-1214). Позначки на реверсі: зірка та буква N, що вказує на те, що він міг бути викарбуваний у Наєрі.
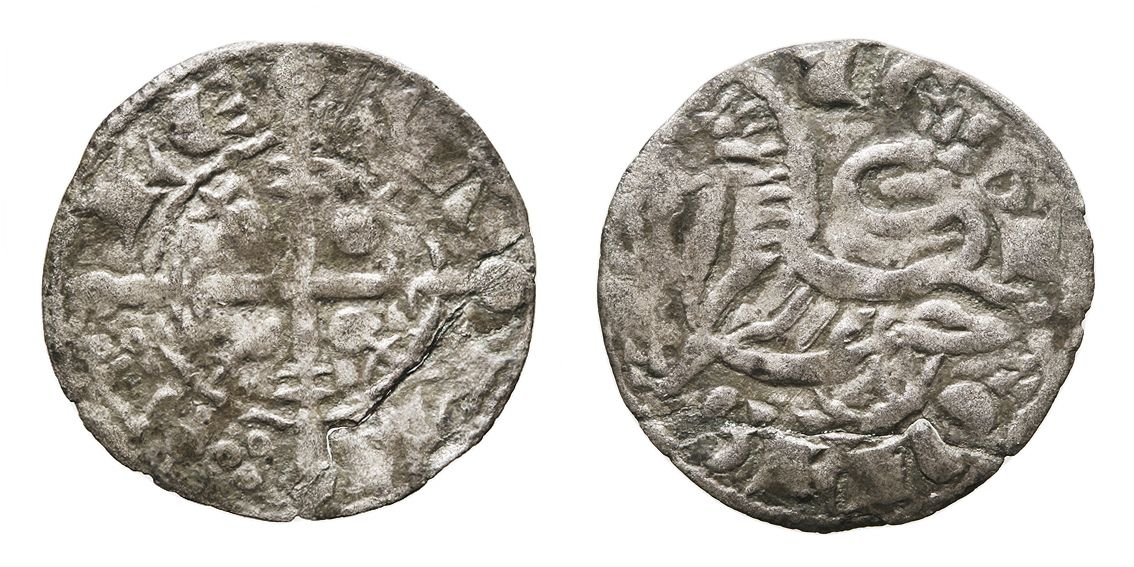
Дінеро Фернандо III (1230-1252), викарбувана в Ла-Коруньї
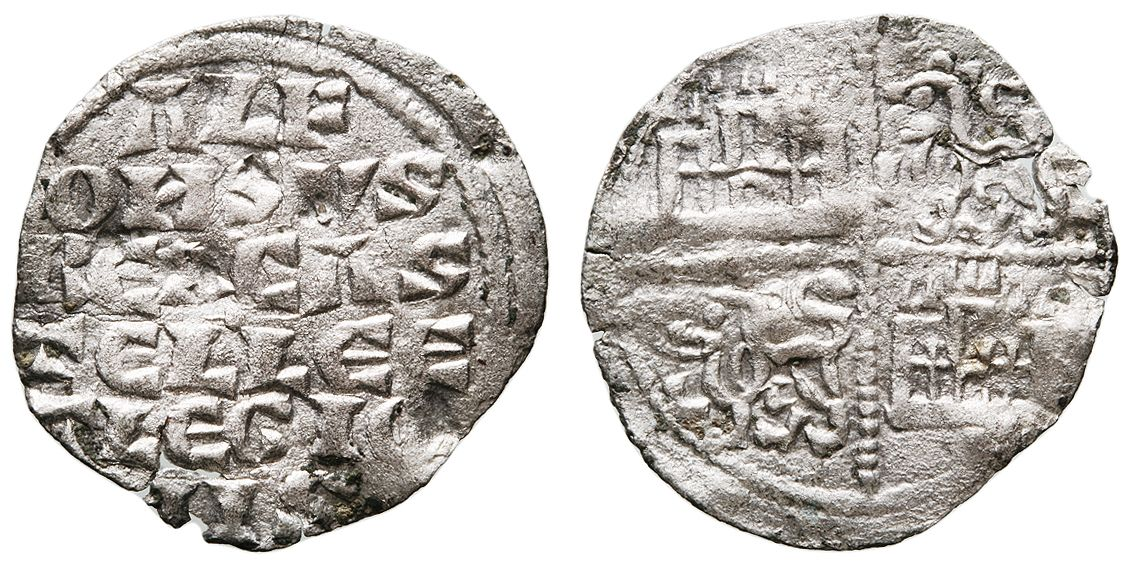
Дінеро Альфонсо X з гербом Кастильської Корони на реверсі
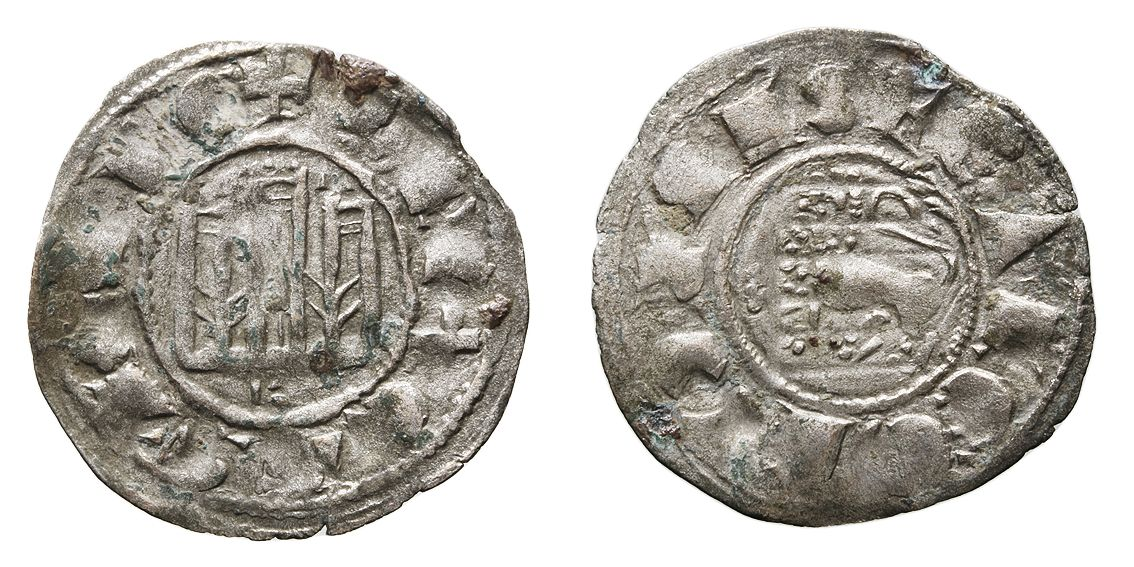
Дінеро Фернандо IV (1295-1312). Викарбувана в Бургосі.

### Арагонське та Наваррське королівства

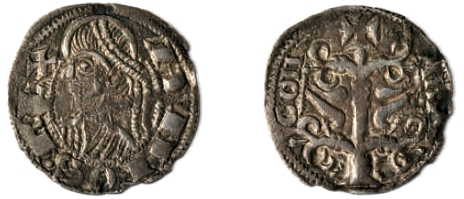
Арагонський хакський дінеро Альфонсо II (1164—1196). Напис: Аверс: ALFONS. РЕКС, Реверс: АРАГОН.

Карбування арагонських дінеро почалося в місті Хака (хакський дінеро) приблизно одночасно з початком карбування кастильських дінеро — біля 1085 року, під час правління короля Санчо I (1063—1094). Скромні білонні монети Санчо Раміреса містили 1/3 срібла. На аверсі цих дінеро був зображений дуже схематичний бюст короля з легендою SANCIVS.REX (король Сачо). На реверсі був зображений процесійний хрест на ніжці з гілками з боків — зображення, яке в сучасну добу буде асоціюватися з емблемою дерева Собрарбе і яке з'явиться на перших зображеннях герба Арагону.

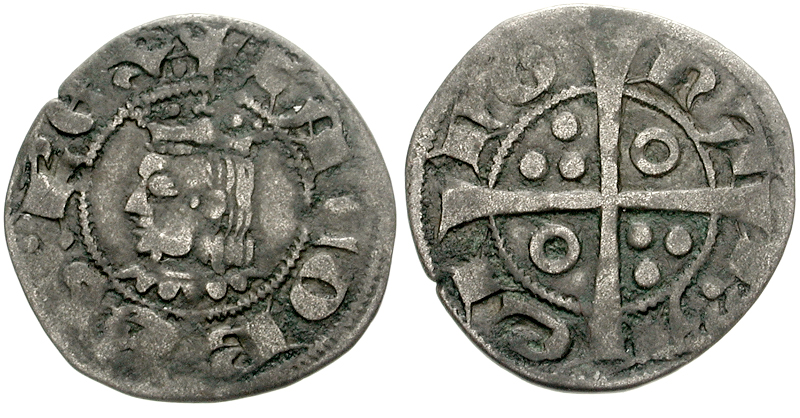
Барселонський дінеро Хайме II (1291 р.). 17 мм, 1.08 гр, 9h.

Оскільки Санчо I в 1076 році був також оголошений королем Памплонського (Наваррського) королівства, дінеро за зразком хакських почали також карбувати в Памплоні. Ця традиція продовжувалась за арагонсько-наваррських королів Педро I та Альфонсо I та після відновлення незалежності Наварри за короля Гарсія IV.
З часів правління Хайме I Завойовника, квітчастий хрест на ніжці, що зображувався на дінеро Санчо I, Педро I, Альфонсо I, Альфонсо II та Педро II було замінено папським хрестом із подвійним раменом (пізніше відомий у геральдиці як Лотаринзький хрест).
Класичним прикладом іспанських дінеро є арагонські хакські дінеро, які вперше були викарбувані в тогочасній столиці Арагонського королівства Хаці королем Санчо I (1063—1094). Його найпоширенішим типом є аверс із профілем короля та процесійним хрестом на ніжці з розквітами гілок з боків, зображення, яке в сучасну добу асоціюватиметься з емблемою дуба Собрарбе і розміщене в першій чверті арагонського герба. Дінеро карбували на монетних дворах у Хаці та Монсоні і деякі випуску несли ім'я Арагон.
До часів Альфонсо II хакські дінеро підтримували свою вартість, але Хайме I Завойовник зменшив її, зменшивши товщину вдвічі. В часи Хайме II дінеро також почали карбувати в Саріньєні, а в Новий час головним монетним двором Арагонського королівства стала Сарагоса.

Оскільки дінеро коштували дуже мало, починаючи з 1612 року, набуло широкого поширення карбування різноманітних монет вищої вартості, таких як суельдо та лібра, доки Філіп V не припинив обіг дінеро у Арагонській Короні в 1710-х роках наприкінці Війни за іспанську спадщину.

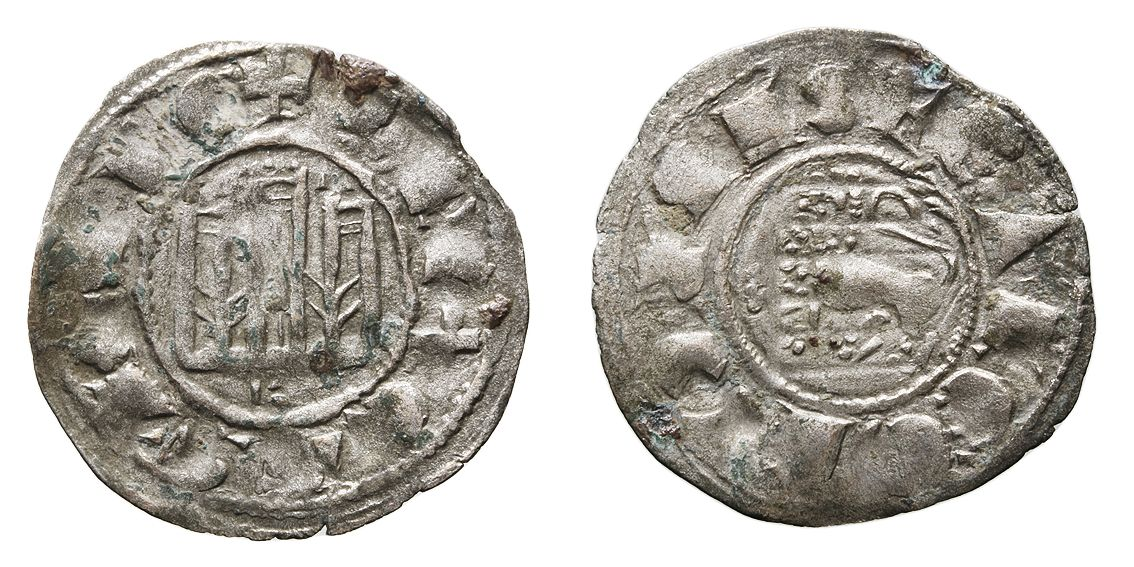
Дінеро Фернандо IV (1295-1312). Викарбувана в Бургосі.

### Каталонія
Випадок з Каталонією є іншим, оскільки з самого початку вона потрапила під політичний вплив франків, і з часів правління Карла Великого в цьому регіоні карбувалися місцеві монети за типом каролінзького денарія, і ці дінеро продовжували  карбуватись місцевими правителями, зокрема графами Барселонськими навіть після того, як Каролінзька імперія перестала існувати.

## Монета в 1/2 дінеро (обол)

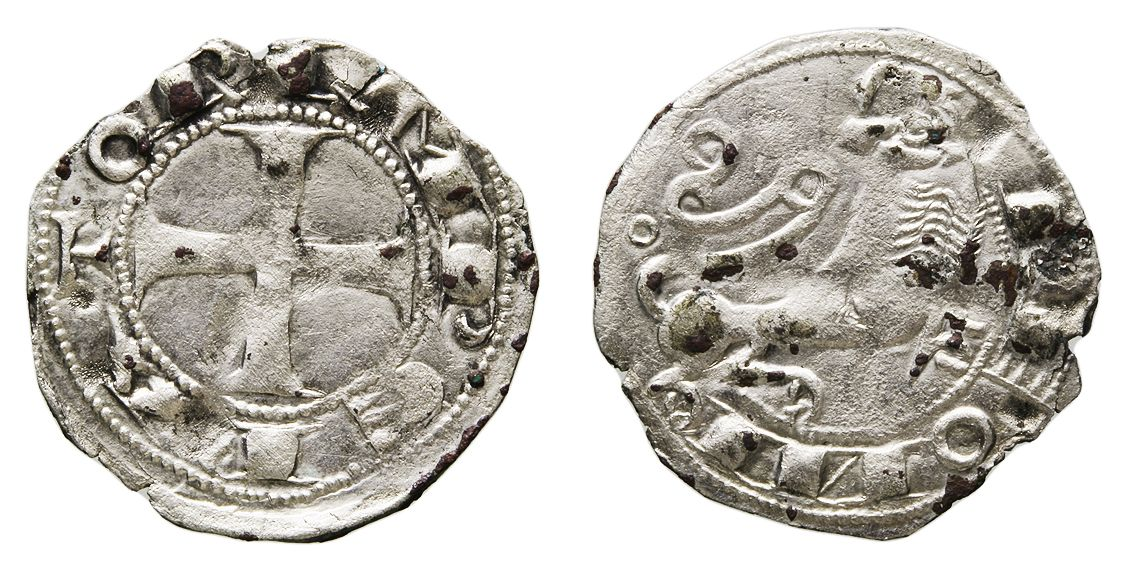
Леонський обол, багата на срібло мільярдна монета, викарбувана в місті Леон під час правління Альфонсо VII Леонського та Кастильського (1126—1157). Легенди: аверс «IMPERATOR», реверс «LEONI»; тобто «Імператор Леона»

Як і в більшості інших країн, що карбували дінеро, в християнських королівствах Іспанії також карбували монету номіналом в 1/2 дінеро — обол.

## Монети, випущені в Андоррі
У 2005 році в Андоррі Генеральна рада долин Андорри, сьогодні Генеральна рада Андорри, схвалила випуск серії пам'ятних монет, які каталонською мовою називаються «дінери» та (іспанською мовою «дінеро») без юридичної сили. Ці монети є колекційними, викарбувані наступними номіналами 1 дінеро, 2, 5, 10 та 20 дінеро